# Drypetes pendula
Drypetes pendula là một loài thực vật có hoa trong họ Putranjivaceae. Loài này được Ridl. mô tả khoa học đầu tiên năm 1923.